# Aleucanitis sesquilina
Aleucanitis sesquilina là một loài bướm đêm trong họ Noctuidae.